# Лавсония
Лавсо́ния (лат. Lawsonia) — монотипный род цветковых растений семейства Дербенниковые (Lythraceae). Единственный вид — Лавсо́ния неколю́чая, или Лавсония невооружённая, или Лавсония безостая (Lawsonia inermis): древесное растение, растущее в зонах жаркого и сухого климата, из сухих листьев которого получают хну.

## Распространение
Нет единого взгляда относительно естественного ареала лавсонии; возможно, это Южная Азия. Лавсония в диком виде широко распространена в Северной и Центральной Африке, на Коморских и Сейшельских островах, в Индии, Пакистане и на Шри Ланке, а также во многих других странах (в том числе как натурализовавшееся растение). Лавсония культивируется в Индии, Пакистане, Египте, Ливии, Судане и Нигере, а также в Иране (считается, что именно здесь выращиваются лучшие сорта лавсонии) и Марокко.

## Ботаническое описание

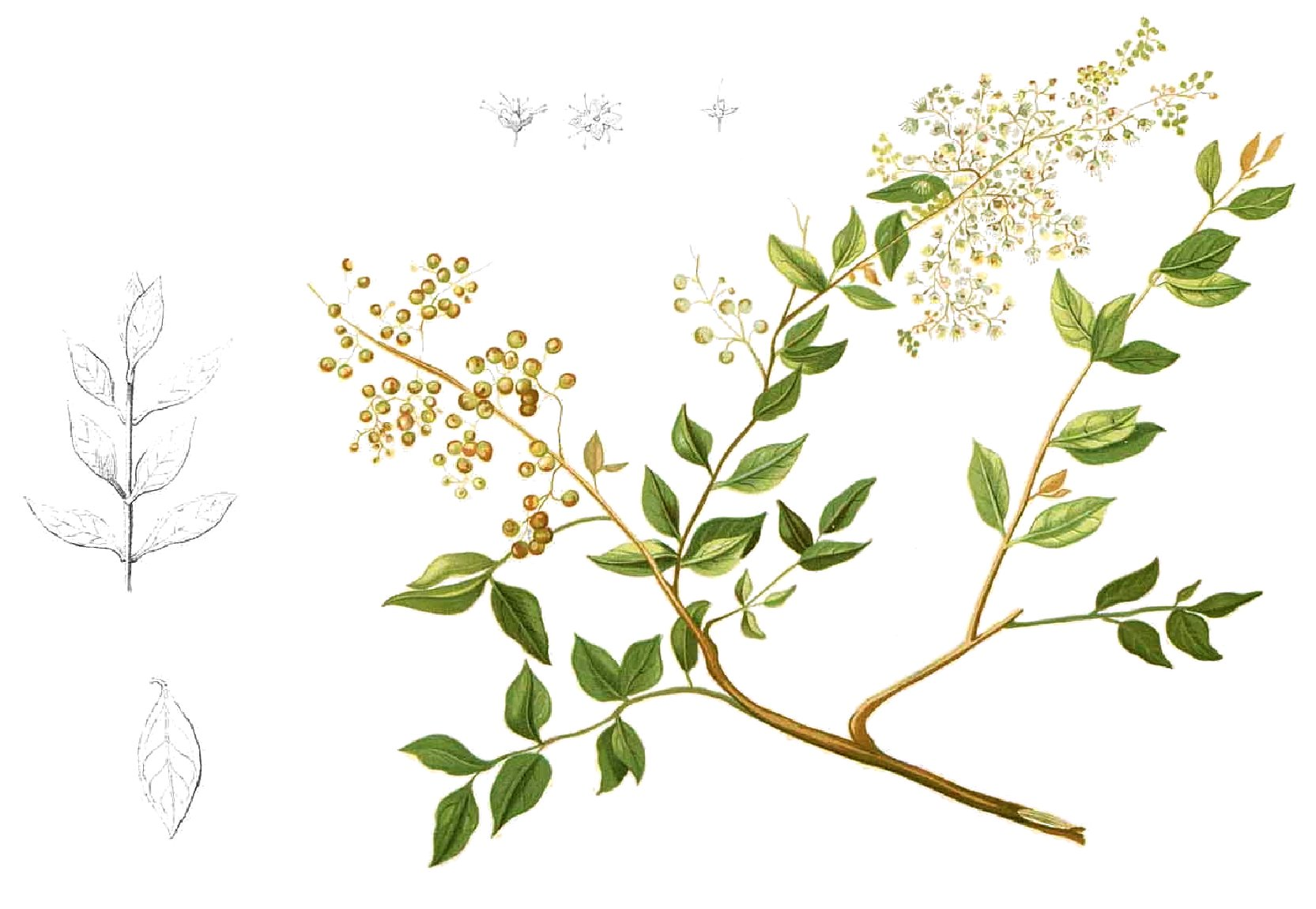

Кустарник или небольшое дерево высотой от 2 до 6 м с сидячими супротивными листьями эллиптической или широколанцетной формы. Цветки — диаметром до 1 см, собраны в терминальные метельчатые соцветия, обладают приятным запахом. Плод — четырёхгнёздная коробочка.

## Использование
Из сухих листьев лавсонии получают хну (называемую также хенной и лавсоном) — краситель, который традиционно используют для украшения тела в Индии, Пакистане и многих арабских странах, а также для окраски волос, шерсти, тканей и пищевых продуктов; в Иране хна используется как противогрибковое средство. Из цветков лавсонии получают применяемое в парфюмерии эфирное масло с запахом чайной розы.

## Синонимы вида
По информации базы данных The Plant List (2013), в синонимику вида входят следующие названия:
- Alcanna spinosa (L.) Gaertn.
- Casearia multiflora Spreng.
- Lawsonia alba Lam.
- Lawsonia speciosa L.
- Lawsonia spinosa L.
- Rotantha combretoides Baker